# Dag Terje Andersen
Dag Terje Andersen, född 27 maj 1957 i Frogn, Akershus fylke, är en norsk politiker (Arbeiderpartiet). Han valdes in i Stortinget från Vestfold år 1997 och blev vald på nytt år 2005, 2009 och 2013.
Andersen blev första gång med i Lardals kommunstyre år 1983. Mellan 1987 och 1992 var han ordförande i kommunen. Han var först politisk rådgivare i Utenriksdepartementet och senare statssekreterare för socialärenden i Sosialdepartementet 1992. Han var partisekreterare i Arbeiderpartiet mellan 1992 och 1996. Han har också varit Norges jordbruksminister, närings- och handelsminister och arbets- och integrationsminister.
Den 8 oktober 2009 valdes Andersen till stortingspresident, ett ämbete han innehade till 30 september 2013 varefter han efterträddes av Olemic Thommessen.

## Regering
- 20 juni 2008–2 oktober 2009: statsråd i Arbets- och integrationsdepartementet
- 16 november 2006–9 april 2007: tillförordnat statsråd i Fiskeri- och kustdepartementet
- 29 september 2006–20 juni 2008: statsråd Nærings- og handelsdepartementet
- 25 oktober 1996–17 oktober 1997: statsråd Landbruksdepartementet

## Stortingsutskott
- 2005–2009: ordförande i Kommunal- och förvaltningsutskottet
- 1997–2001: ordförande i Finansutskottet från 23 mars 2000
- 1997–2001: ledamot i Finansutskottet till 23 mars 2000